# Reconsider Baby
Reconsider Baby ist ein Bluessong im West Coast Stil, geschrieben von Lowell Fulson, den er 1954 für Checker, ein Sublabel von Chess Records, aufgenommen hat. Lowell Fulson gehörte zu den Gründervätern des Westcoast Stils.
Reconsider Baby wurde von Lowell Fulson geschrieben und am 27. September 1954 in Dallas, Texas für das Chess – Sublabel Checker aufgenommen. Auf der Rückseite der Single ist I Believe I’ll Give It Up zu hören. Reconsider Baby ist ein langsamer Blues in G. Der Song wurde ein Hit und war 15 Wochen lang in den Billboard R&B Charts, wo er bis Platz drei vordringen konnte. Der Song wurde in die Blues Foundation Hall of Fame – Kategorie: „Classics of Blues Recordings“ und in die Rock and Roll Hall of Fame – 500 Songs that Shaped Rock and Roll aufgenommen.
Inhaltlich handelt es sich um einen Song, in dem der Sänger den Abschied von einer Frau beklagt. Er war lange mit ihr zusammen und ist von der Art der Trennung nicht begeistert (“We’ve been together so long, to have to separate this way.”) Aber sein Wunsch ist es, dass sie es sich nochmals überlegt und zurückkommt. (“Why don’t you reconsider baby give yourself just a little more time.”)

## Coverversionen (Auswahl)
- Elvis Presley (Neben der 1960 entstandenen Coverversion gibt es auch eine frühere Version, die vom Million Dollar Quartet 1956 bei einer Jamsession im Sun Studio aufgenommen wurde. Auch live sang Presley das Lied gerne.)
- The Charles Ford Band
- Eric Clapton
- B.B. King
- Bobby "Blue" Bland
- Ike & Tina Turner
- Johnny Guitar Watson
- Freddie King
- Joe Bonamassa
- Rufus Thomas mit Carla Thomas
- Little Milton
- Lonnie Brooks
- James Cotton[5][6]